# عملیات ویژه

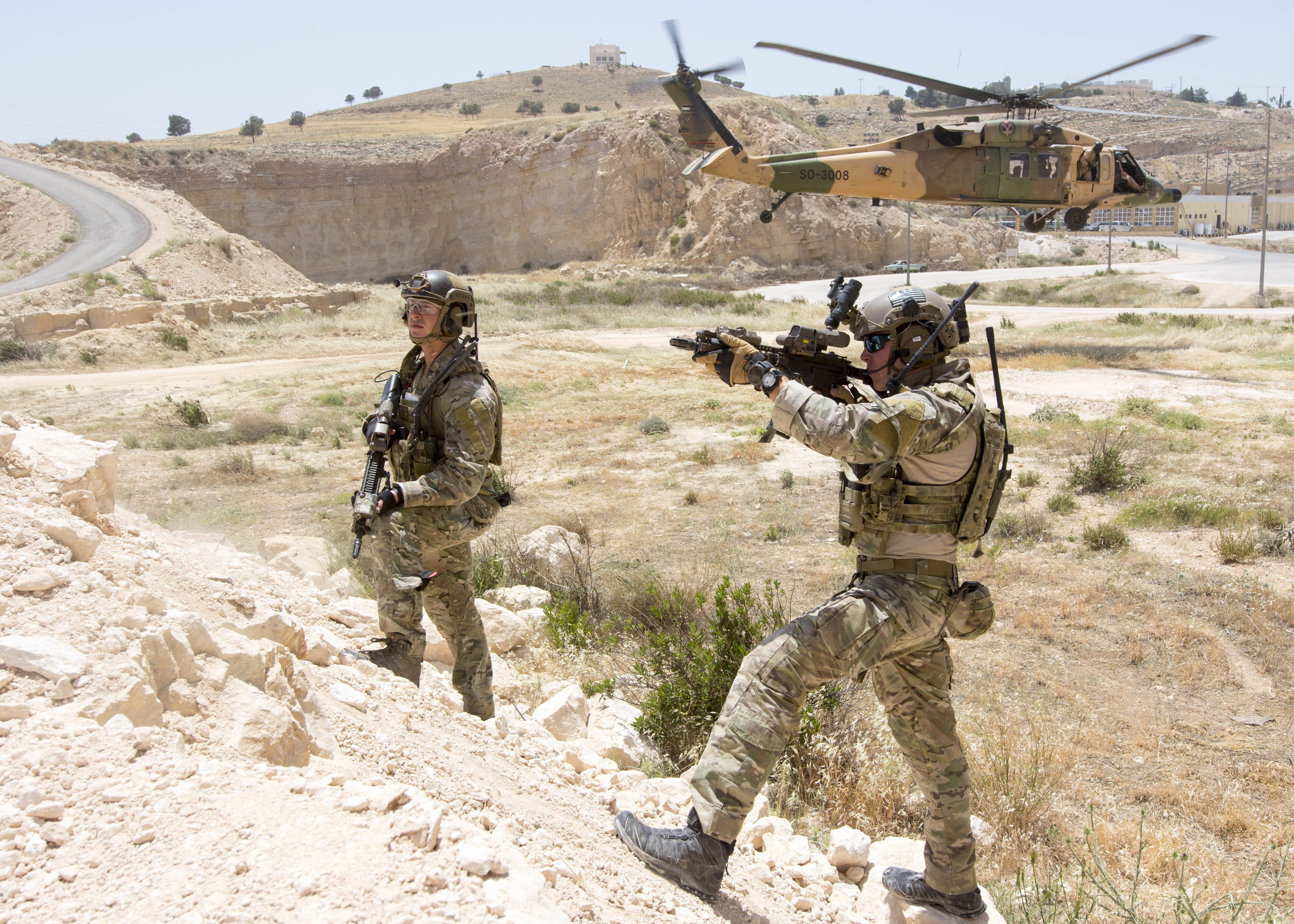
آموزش نیروهای ویژه راهکنشی نیروهای آمریکایی در اردن

عملیات ویژه به آن دسته از عملیات نظامی گفته می‌شود که بر اساس راهبرد و راهکنش‌های مرسوم نیروهای نظامی انجام نمی‌گیرد و مجریان آنها نیروهای ویژه هستند. هدف این عملیات، بدست آوردن موفقیت نظامی و سیاسی راهبردی است که بوسیله عملیات نظامی کلاسیک قابل دست‌یابی نیست. برتری این قبیل عملیات در مقایسه با نمونه عادی آن، سرعت بالا، استفاده از اصل غافلگیری و توانایی نبرد بالاتر با بهره‌گیری از تعداد نفرات کمتر و البته تجهیزات جنگی پیشرفته‌تر است.